# Dallasi római katolikus egyházmegye
A római katolikus Dallasi egyházmegye (latinul: Dioecesis Dallasensis) egy amerikai egyházmegye. Székhelye a texasi Dallasban található. XIII. Leó pápa alapította 1890. július 15-én. Az egyházmegye székesegyháza a Cathedral Santuario de Guadalupe. 2008. májusi állapot szerint, egyházmegyének több mint egymillió katolikus híve van 208 pap, 160 káplán, 142 szerzetesnővér, és 7 szerzetes által kiszolgált 80 plébánián. Területén 9 megye található Észak-Texasban: Collin, Dallas, Ellis, Fannin, Grayson, Hunt, Kaufman, Navarro és Rockwall. Az egyházmegye a San Antonió-i főegyházmegye szuffragán egyházmegyéje. Ferenc pápa 2016. december 13-án az addigi juneau-i püspököt Edward J. Burnst nevezte ki a Dallasi egyházmegye püspökévé.

## Püspökök
A megyés- és segédpüspökök listája a szolgálati idejük feltüntetésével:

### Megyés püspökök
1. Thomas Francis Brennan (1890-1892)
2. Edward Joseph Dunne (1893-1910)
3. Joseph Patrick Lynch (1911-1954)
4. Thomas Kiely Gorman (1954&-1969)
5. Thomas Ambrose Tschoepe (1969-1990)
6. Charles Victor Grahmann (1990-2007)
7. Kevin Joseph Farrell (2007-2016)
8. Edward James Burns (2017-)

### koadjutor püspökök
- Joe Galante 1999-2004 - soha nem foglalta el, a Camdeni egyházmegyébe áthelyezve

### segédpüspökök
- Augustine Danglmayr (1942–1969) - nyugalmazott
- John Joseph Cassata (1968–1969) - Fort Worth-i püspökké kinevezve
- Mark J. Seitz (2010-2013) - El Pasói püspökké kinevezve
- J. Douglas Deshotel (2010-2016) - a Lafayette-i egyházmegye (Louisiana) püspökévé kinevezve
- John Gregory Kelly (2016-)

## Szomszédos egyházmegyék
- Fort Worth-i római katolikus egyházmegye (nyugat)
- Oklahoma City-i főegyházmegye (északnyugat)
- Tulsai egyházmegye (északkelet)
- Tyleri egyházmegye (kelet)
- Austini egyházmegye (dél)

## Fordítás
Ez a szócikk részben vagy egészben  a   Roman Catholic Diocese of Dallas című angol Wikipédia-szócikk fordításán alapul.  Az eredeti cikk szerkesztőit annak laptörténete sorolja fel. Ez a jelzés csupán a megfogalmazás eredetét és a szerzői jogokat jelzi, nem szolgál a cikkben szereplő információk forrásmegjelöléseként.